# Montegranaro
Montegranaro és un comune (municipi) de la província de Fermo a la regió italiana de les Marques, situat a uns 45 km al sud d'Ancona i uns 45 km al nord d'Ascoli Piceno.
És un dels principals centres de producció de calçat a Itàlia.